# Могила неизвестного солдата (Варшава)
Могила Неизвестного Солдата в Варшаве — могила-памятник на площади маршала Юзефа Пилсудского в Варшаве. Назначение варшавской Могилы Неизвестного Солдата заключается в отдании долга всем, кто отдал свою жизнь за Польшу. Могила принадлежит к национальным символам, символизирующим наибольшую самоотверженность.
Идея воздания долга павшим в боевых действиях неизвестным солдатам возникла сразу после Первой мировой войны во Франции. Первая в мире Могила Неизвестного Солдата появилась в Париже в 1920 году. В ней покоится прах безымянного французского солдата, погибшего под Верденом, она олицетворяет память о 1,5 млн французских солдат, погибших в 1914—1918 годах. Параллельно с Францией создание мест почитания безымянных солдат происходило и в Великобритании.
В Польше первые инициативы, имеющие цель создания места поминовения павших, были предприняты в 1921 году. Могила Неизвестного Солдата в Варшаве в конечном итоге, однако, была возведена только в 1925 году под колоннадой Саксонского Дворца. 2 ноября того же года в могилу были помещены останки безымянного солдата, взятые на специальной церемонии во Львове.
В конце Второй мировой войны могила была серьёзно повреждена в результате взрыва, но вскоре была восстановлена и вновь открыта в 1946 году. В настоящее время, представляет собой трёхаркадную часть колоннады Саксонского Дворца. В 1990—1991 годах оформление могилы было частично изменено.
У Могилы Неизвестного Солдата в Варшаве горит Вечный огонь и несёт круглосуточную службу Почётный караул из Представительского батальона Войска Польского, а в праздничные дни в к почётному караулу торжественно присоединяются и высшие руководители государства.

## Возникновение замысла Могилы Неизвестного Солдата в Варшаве
Замысел чествования солдат, павших на поле битвы, родился во Франции после Первой мировой войны. Инициатором сооружения первой могилы неизвестного солдата был француз — Фредерик Симон (фр. Fryderyk Simon), который во время войны потерял трёх сыновей.
Французский пример стал импульсом для возникновения подобного патриотического порыва почти в каждой нации. В Польше первые обращения, направленные на создание могилы-памятника, приняты в 1921 году. С 1921 года имело место много инициатив, но фактическое открытие варшавской Могилы Неизвестного Солдата произошло только в 1925 году.

### Проект Комитета памяти павших 1914—1921
В Варшаве в июне 1921 был образован Комитет памяти павших 1914—1921 (пол. Komitet Uczczenia Poległych), которым руководил через городской совет Варшавы Игнаций Балиньский. В результате своей деятельности этот Комитет, с благословения кардинала Александра Каковского, постановил построить памятник-часовню в соборе св. Иоанна, по проекту Стефана Шиллера. На протяжении двух лет был построен остов памятника, но для выполнения позолоты, серебрения и его окончательного монтажа не хватило средств. Проект, как и сама деятельность Комитета, не получили общественного признания. Общество ожидало памятника монументального — должным образом прославляющего обретение независимости, за которую было принесено многие тысячи жертв. Скромная, выполненная по типу придорожной, часовня не оправдала возложенных на неё ожиданий.
Проект был представлен следующим образом:

На пьедестале возносится столб из красного полированного гранита, увенчанный бронзовым навершием, на котором помещается оправленная серебром стеклянная шкатулка, заключающая в себе землю с мест боев. На столбе высечена надпись:
Вечная память о 600 000 героических Сынов Польши, павших за Отчизну на землях Польши, Франции, Бельгии, Германии, Австрии, Италии в мировой войне с 1914 по 1920/21 годы

Шкатулка помещается в основании часовенки, выкованной из железа. На пьедестале виднеется надпись:
Земля, пропитанная польской кровью, собрана на полях битв. Их смерть дала Польше Единство и Независимость. Вечный покой даруй им, Господи, а польский народ пусть чтит их память

Симвоичным образом проект реализует народно-религиозную схему, в которой народные эмблемы переплетаются с образами Пресвятой Девы Марии и святых покровителей Польши.
Отсутствие поддержки этого проекта подтверждает то факт, что так и не была собрана необходимая сумма — 3 тысячи тогдашних польских злотых. Безуспешны были призывы к достаточно зажиточному обществу.

### Проект Польского Креста Скорби
Польский Крест Скорби, образованный в это же время группой высокопоставленные офицеров во главе с генералом Юлиушем Мальчевским, работал над другим проектом. Генерал Мальчевский предоставил на проект значительную, по тем временам, сумму. На эти деньги должен быть построен памятник на площади, рядом со Скарышевским парком. В результате различных мероприятий было собрано 117 779 тыс. польских марок с одних только общественных вкладов. Кампанию поддержки проводила редакция журнала Polska Zbrojna, которая собрала с читателей более 11 миллионов польских марок.
Инициатива такого масштаба была встречена с интересом тогдашним министерством религий и общественного просвещения (пол. Ministerstwo Wyznań Religijnych i Oświecenia Publicznego), польским Белым Крестом и епископской Курией. Вопрос почтения памяти был оставлен за пределами обсуждения, открытым был, на то время, вопрос формы, в какой оно могло быть реализовано. Три объединённых учреждения предлагали временно отсыпку огромного кургана на развалинах фортов Варшавской цитадели, между железнодорожным мостом и Вратами казнённых.

### Инициатива президента Республики Станислава Войцеховского
По поручению президента Польской Республики Станислава Войцеховского глава министерства по военным делам дел генерал-полковник Станислав Шептицкий указом номер 191 учредил 30 ноября 1923 Временный организационный комитет строительства Памятника Неизвестному Солдату (пол. Tymczasowy Komitet Organizacyjny Budowy Pomnika Nieznanego Żołnierza). В состав Комитета вошли:
- генерал-полковник Тадеуш Розвадовский — председатель Комитета
- дивизионный генерал Люциан Желиговский — заместитель председателя
- генерал-полковник Юзеф Халлер
- дивизионный генерал Владислав Сикорский
- дивизионный генерал Казимир Соснковский
- дивизионный генерал Эдвард Рыдз-Смиглы
- дивизионный генерал Казимир Рашевский
- дивизионный генерал Франтишек Латиник
- бригадный генерал Юлиуш Мальчевский
- бригадный генерал Даниэль Коженевский
- полковник Бронислав Гембаржевский
- полевой епископ Станислав Галл

На первом заседании комитета 7 декабря 1923, было образовано три рабочих группы: по пропаганде и печати, финансовая и художественная. Комитет должен был подготовить предварительный проект возведения памятника, а окончательное решение должен был Президент Польской Республики. Активность в 1923 заключалась в начале среди жителей Польши акции по сбору средств на возведение памятника. Был распространён призыв о добровольных отчислениях — 1 % с пенсии — на дело памятника; правительство не было в состоянии покрыть из государственного бюджета расходы, связанные со строительством.
В 1924 году, вопреки ожиданиям, быстрых темпов решения дела о Могиле Неизвестного Солдата, не наблюдалось никаких действий со стороны Комитета. На тему могилы молчали даже газеты.

### Инициативы анонимного дарителя
Неожиданно и удивительным для всех образом утром 2 декабря 1924 к памятнику князю Юзефу Понятовскому (стоявшему как раз на Саксонской площади) подъехал грузовик, из которого была выгружена плита из песчаника и установлена перед цоколем памятника.
Изготовленная в скульптурной мастерской Романа Любовского (пол. Roman Lubowski), плита имела размеры 1 × 2,5 метра и толщину 15 см. На плите был высечен крест, а под ним слова Неизвестному солдату, павшему за Отчизну (пол. Nieznanemu Żołnierzowi, poległemu za Ojczyznę).
Неизвестным остался заказчик плиты. Пресса обсуждала событие и была полна домыслов. Установка плиты ошибочно приписывалась Игнацию Падеревскому. В тогдашней прессе появились даже шутливые стишки, посвященные установленной загадочным дарителем плите, такие как Благодетель (пол. Ofiarodawca) неизвестного автора:

Warszawa, a z nią cała Polska pyta –

– skąd się wzięła kamienna u stóp płyta

Któż na grób Nieznanego złożył ją Żołnierza

Ten siak, a ten znów owak rzecz drugiemu zwierza

[...]

Aby zbudzić niewdzięczne wasze serce

i by Żołnierz Nieznany, dotąd w poniewierce

miał wreszcie grób, na który czeka już lat cztery

przynoszę wam ten kamień z dna rzeki Elstery!
Загадка раскрылась через четыре года. Тогда выяснилось, что плиту заказало Объединение Польских Товариществ Республики (пол. Zjednoczenie Polskich Stowarzyszeń Rzeczypospolitej). В 1925 аналогичные инициативы установки плиты Неизвестному Солдату прошли в 22 городах Польши. Только после возведения Могилы Неизвестного Солдата в Варшаве эти плиты были перенесены на кладбища или помещены в Музей Войска Польского. В настоящее время плиты находятся только в Быдгоще, Хелмне, Кракове, Люблинe и в Лодзи.

### Окончание работы Организационного комитета строительства Памятника Неизвестному Солдату
Установление плиты в Варшаве мобилизовало Комитет на активные действия. 23 декабря 1924 он собрался по инициативе тогдашнего министра по военным делам генерал-полковника Владислава Сикорского. На собрании председательствовал новый председатель — генерал-полковник Юзеф Халлер. Состав Комитета подвергся значительному расширению. В него вошли:
- Адольф Шишко-Богуш — тогдашний ректор Академии изящных искусств в Кракове
- Мариан Лялевич — профессор Варшавской Политехники, архитектор
- Станислав Ноаковский — профессор Варшавской Политехники, архитектор
- Стефан Шиллер — архитектор и хранитель исторических памятников
- Т. Вишнёвский — хранитель исторических памятников столичного города Варшавы
- Эдвард Виттиг — скульптор
- Стефан Жеромский — писатель
- Адам Гржимала-Седлецкий — писатель

Были рассмотрены следующие места расположения памятника: на оси проспекта Третьего Мая, у вылета моста Понятовского, у основания фигуры Пресвятой Девы Марии Пассавской в Краковском предместье, на Форте Легионов около улицы Сангушки, угол Закрочимской или на склонах Цитадели.
Однако, в конце концов, была одобрена установка плиты на Саксонской площади, и внесено единодушное решение, что Могила Неизвестного Солдата в Варшаве будет воздвигнута на Саксонской площади. Выбор поддержали президент Станислав Войцеховский, военное руководство и правительство.
Было запланировано объявить конкурс на архитектурное решение Саксонской площади с установлением местоположения Могилы Неизвестного Солдата. В конкурсе предполагались награды, на которые варшавский магистрат должен был выделить 19 тыс. злотых: за места с I по V, соответственно от 6 до 2 тыс. злотых, кроме того три дополнительных награды по 1,5 тыс. злотых. Срок окончания представления конкурсных работ установлен 3 мая 1925. Комитет, однако, задержал оглашение конкурса, так как на заседании 29 января 1925 ещё не было информации о возможности покрытия затрат на строительство памятника.
Совет Министров на заседании 25 января 1925 по предложению министра по военным делам генерал-полковника Владислава Сикорского постановило, что Могила Неизвестного Солдата будет размешена в колоннаде Саксонского Дворца и конкурс остался неоглашённым.
Было предложено много архитектурных проектов застройки Саксонской площади, которые вызвали бурные дискуссии. В конце концов, Совет Министров постановил поручить строительство памятника скульптору Станиславу Островскому (пол. Stanisław Ostrowski).

## Строительство Могилы Неизвестного Солдата

### Проектные работы
Первые наброски проекта Станислав Островский выполнил 14 марта 1925 прямо под аркадами Саксонского Дворца. Заключались они в установке модели фрагментов памятника в натуральную величину. В этих набросках участвовали представители министерства по военным делам, министерства религий и общественного просвещения а также руководство города. Прямо на месте проверили то, насколько замысел гармонично вписывается в три средние аркады колоннады.

### Изготовление памятника
Основанием Могилы Неизвестного Солдата стали три средние аркады колоннады Саксонского Дворца. Средняя предназначена для глубокой, до 1,5 м, гробницы. Внутри гробницы была положена закрытая стальной броней стальная плита с надписью:

2 XI 1925 года сюда помещены останки неизвестного польского солдата 

перенесенные с избранного жребием львовского места сражения
Оригинальный текст (пол.)Dnia 2 XI 1925 roku zostały złożone w tem miejscu zwłoki nieznanego żołnierza polskiego 
przeniesione z wybranego losem pobojowiska lwowskiego

А на гробу нанесена надпись:

Сей гроб содержит останки Неизвестного польского Солдата, 

взятые из львовской могилы 29 X 1925 года
Оригинальный текст (пол.)Trumna ta zawiera zwłoki Nieznanego Żołnierza polskiego 

wzięte z mogiły lwowskiej dnia 29 X 1925 roku

Обрамление гробницы выложено чёрным полированным гранитом, с которым контрастировала матовая надгробная плита. Это было сделано для того, чтобы сконцентрировать внимание на плите, где были высечены слова:

ЗДЕСЬ ЛЕЖИТ ПОЛЬСКИЙ СОЛДАТ, ПАВШИЙ ЗА ОТЧИЗНУ
Оригинальный текст (пол.)TU LEŻY ŻOŁNIERZ POLSKI POLEGŁY ZA OJCZYZNĘ

У изголовья был сооружен вечный огонь, выполненный в стиле классицизма. Он имел форму двух черных стройных ангелов, золотые крылья которых поддерживали чашу огня.

#### Щиты на Могиле Неизвестного Солдата перед Второй мировой войной
| 1914—1918 - Ляски-Анелин 21-24 X 1914 - Молотков 29 X 1914 - Кшивоплоты 14 XI 1914 - Ловчувек 24 XII 1914 - Аррас 9 V 1915 - Конары 16-22 V 1915 - Пакослав 19-20 V 1915 - Рокитна 13 VI 1915 - Тарлув 30 VI — 2 VII 1915 - Костюхновка 4 XI 1915 i 4-6 VII 1916 | 1918—1920 - Львов ноябрь 1918—1919 - Лида 16 IV 1919-28 IX 1920 - Вильно 19 IV 1919-9 X 1920 - Двинск 3 I 1920 - Киев 7 V-11 VI 1920 - Бородянка 11-13 VI 1920 - Хорупань под Дубном 19 VII 1920 - Настасов под Тернополем 31 VII-6 VIII 1920 - Радзымин-Оссув 13-15 VIII 1920                                        |
| 1914—1918 - Креховцы 24 VII 1917 - Бобруйск 2 II-11 III 1918 - Канев 11 V 1918 - Мурманск 1918 - Сибирь 1918—1920 - Кубань-Одесса 1918—1919 - Сент-Илер-ле-Гран у Реймса 5 VII 1918                                                                              | 1918—1920 - Борково под Насельском 14-15 VIII 1920 - Сарнова гора под Цеханувом 16-20 VIII 1920 - Прасныш 21-22 VIII 1920 - Комаров-Грубешов 30 VIII-1 IX 1920 - Кобрин 14-15 IX 1920 - Дитятин 16 IX 1920 - Великая Берестовица 20 IX 1920 - Гродно-Обухово 20-25 IX 1920 - Кровавый Бор около Паперни 27-28 IX 1920 |

#### Выбор места эксгумации безымянных останков
Параллельно со строительством Могилы Неизвестного Солдата оставался нерешенным вопрос о выборе места битвы, с которого будут извлечены останки безымянного солдата, место  эксгумации и церемониальной доставки останков в Варшаву.
4 апреля 1925 в Министерстве по военным делам в Варшаве была подготовленна жеребьевка. Выбор мест битв для жеребьевки был выполнен Историческим бюро Министерства по военным делам по руководствон генерала Мариана Кукеля. Поля битв должны были удовлетворять определенным условиям. В учёт брались только те поля, где произожло большое количество павших на ограниченном пространстве, сражение, произошедшее там, должно было быть оборонительным для всего сражавшегося войска, и не брались в расчет битвы проходившие на территории тогдашнего врага.
Согласно этим требованиям были выбраны следующие места битвы:
1. Львов вместе с местами боев под Верешицей — ноябрь 1918—1919
2. Хорупань — июль 1920
3. Вулька Радзиминская — 13 августа-15 августа 1920
4. Борков под Насельском — 14 августа-16 августа 1920
5. Сарнова Гура — 16 августа-18 августа 1920
6. Кровавый Бор — 27 сентября 1920
7. Лида — апрель 1919, июль 1920, сентябрь 1920
8. Большой Ходачков и Настасов — 30 июля-6 августа 1920
9. Большая Берестовица — сентябрь 1920
10. Пшасныш — август 1920
11. Обухов под Гродно — 25 сентября-26 сентября 1920
12. Комаров — 31 августа 1920
13. Грубешов — 31 августа и сентябрь 1920
14. Кобрин — сентябрь 1920
15. Дитятин — 16 сентября 1920

Жеребьевка мест боев была проведена чрезвычайно торжественно. Начальник штаба Войска Польского генерал Станислав Халлер попросил самого младшего присутствовавшего кавалера ордена Virtuti Militari провести жеребьевку. Им оказался сержант артиллерии (пол. ogniomistrz) Юзеф Бучковский из 14 полка полевой артиллерии. Он вынул карточку и выбор пал на Львов.

## Перенос остатков безымянного солдата в Варшаву
Под председательством Министра по военным делам было постановлено, что безымянный солдат будет эксгумирован с Кладбища Орлят во Львове, куда были перенесены тела 275 безымянных героев, павших на поле брани. За процедуру эксгумации бескорыстно взялась погребальная контора Петра Лопацкого из Варшавы, которая доставила во Львов три гроба, в которых должны были быть перевезены останки солдата. За безопасностью перевозки следил 40 пехотный полк «Dzieci Lwowskich».

### Эксгумация останков безымянного солдата

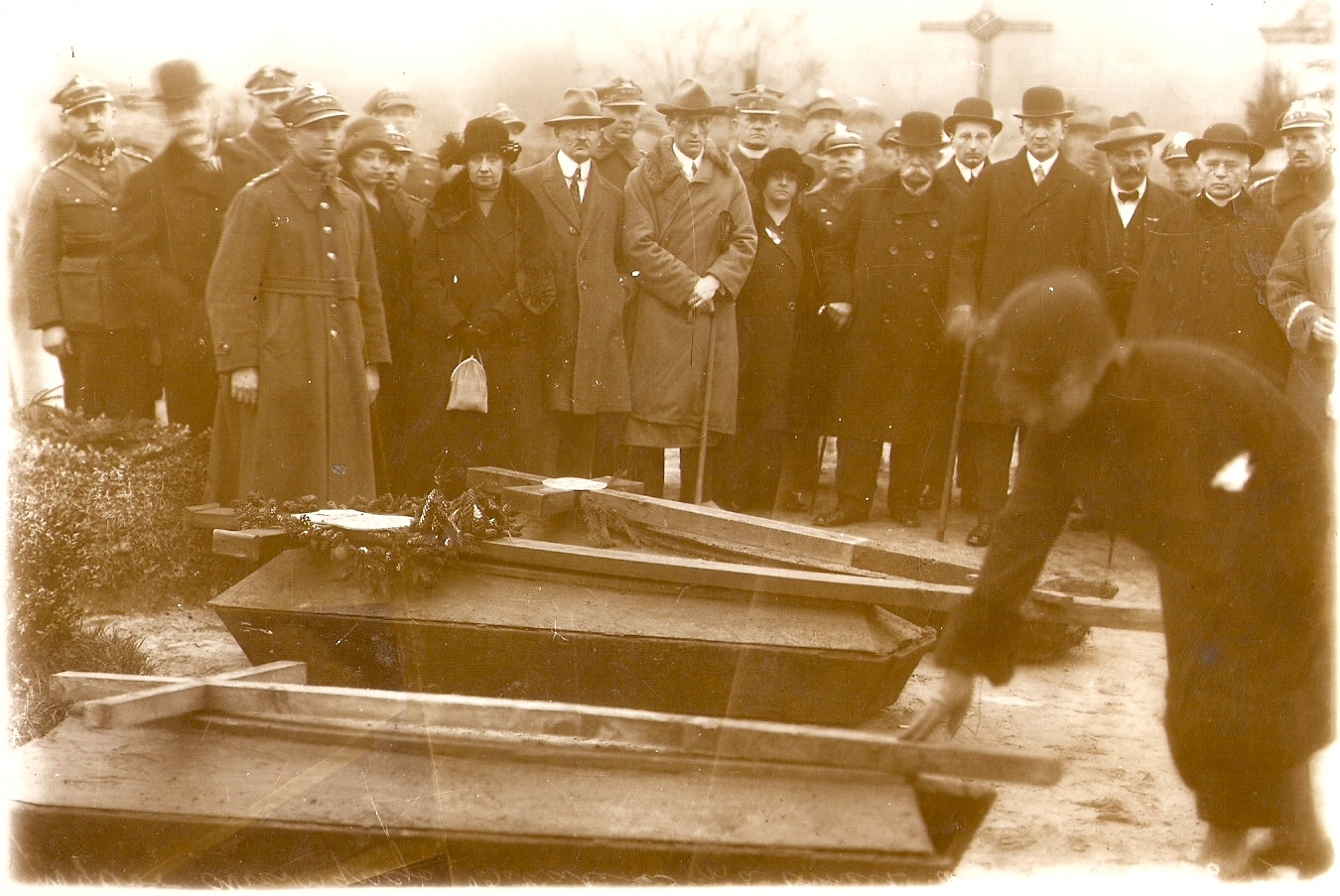
Кладбище Львовских Орлят — выбор Неизвестного Солдата

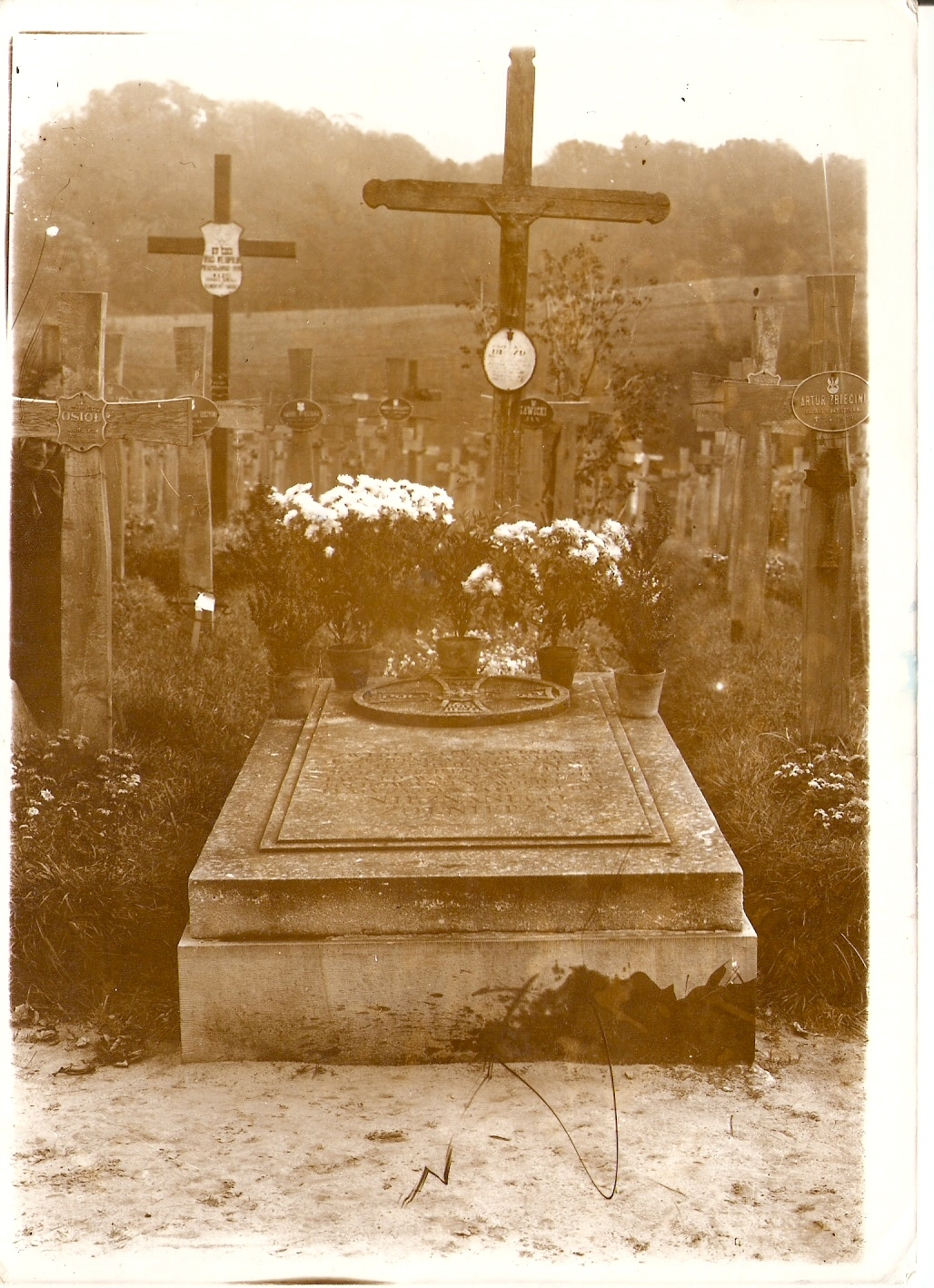
Кладбище Львовских Орлят — могила, из которой были извлечены останки Неизвестного Солдата — довоенный снимок

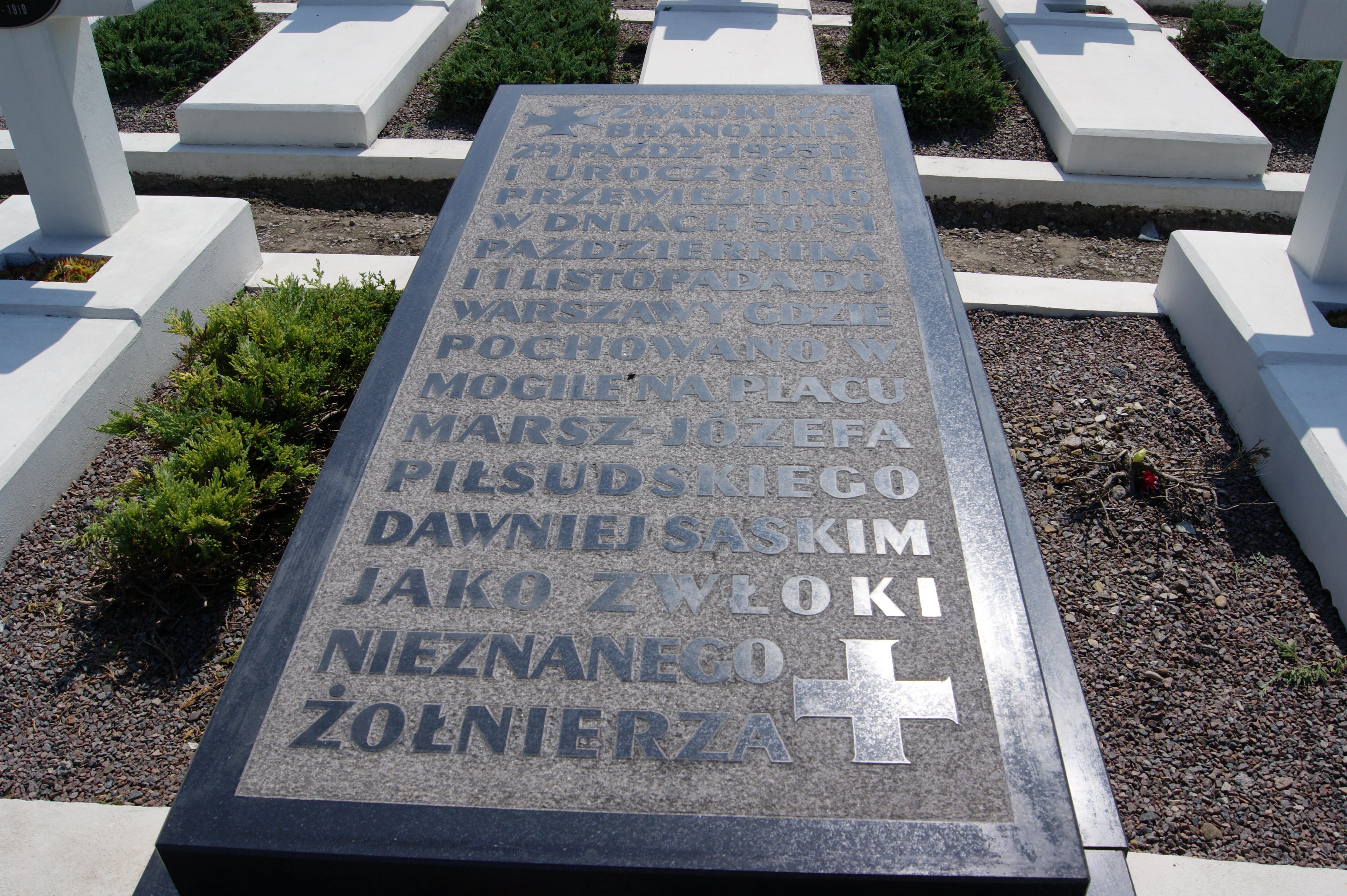
Кладбище Львовских Орлят — с этого места были взяты останки Неизвестного Солдата и перевезены в Варшаву

Во время процедуры эксгумации на кладбище присутствовали представители министерства внутренних дел и министерства общественных работ. 29 октября 1925 в 14:30 были вскрыты три солдатские могилы, на которых имелись таблички с надписью Tu leży Nieznany Obrońca Lwowa (Здесь лежит Неизвестный Защитник Львова).
Найденные в гробах кости не подтверждали, что это останки солдат, за исключением одних, которые оказались останками австрийского капрала.
В таких условиях было принято решение о вскрытии трех соседних могил. В первом гробу были найдены останки сержанта, во втором капрала, а в третьем не было никаких знаков воинских отличий, там был найдена только мацеювка (пол. maciejówkę) с орлом. Закрытые гробы были затем установлены перед кладбищенской часовней в целях выбора одного из них.
Польская армянка Ядвига Заругевич(ова) — мать солдата, павшего на полях Задворья и похороненного в неизвестном месте произвела выбор одного из гробов. При открытии гроба оказалось, что выбор пал на солдата без воинского звания в мацеювке. Это означало, что выбор пал на добровольца, так как солдаты регулярной армии носили конфедератки. Врач, производивший осмотр, объявил, что у похороненного была прострелена голова и нога. Это были признаки того, что он пал на поле брани, отдав жизнь за Родину.
Выбранные останки были положены в новый сосновый гроб, этот гроб запечатали в цинковый гроб и все вместе поместили в украшенный орлами чёрный дубовый гроб. Гробы были выполнены по проекту Станислава Островского.
На могилу, из которой извлекли неизвестного солдата, была установлена плита в его память его и в память его переноса в Могилу Неизвестного Солдата в Варшаве.
Вечером гроб был перенесен в часовню защитников Львова, установлен на специально приготовленный для этого случая катафалк и выставлен при нём ночной почетный караул.

### Прощание во Львове и переезд в Варшаву
30 октября 1925 в ходе торжественной траурной процессией в гробу на артиллерийском лафете, в сопровождении конного оркестра Язловецких Уланов и подразделений пехоты и кавалерии, тело безымянного солдата было перенесено в кафедральный собор. Гроб был установлен при помощи специального подъёмника на пятиметровый огромный катафалк.
На следующий день архиепископ Болеслав Твардовский отслужил погребальную службу, а после него духовенство армянское, грекокатолическое и римско-католическое исполнило отпевание.
После церемонии в соборе процессия прошла по львовским улицам: Рутовского, Легионов, Ягелонской, площадям Смольки, Мицкевича, Маршальской, Коперника, Сапеги и Дояздовой направившись к железнодорожному вокзалу. Во главе процессии ехал на коне дивизионный генерал Ян Тули, за ним 14-й Полк Уланов, знаменосцы , духовенство трех обрядов, артиллерийский лафет с гробом, воинские и гражданские официальные лица, военный оркестр, почетный караул. Замыкало процессию подразделение конной полиции. Львов во время прохождения процессии был парадно украшен, а вдоль улиц тянулись ряды жителей и солдат. На фабриках были включены гудки, в костелах звонили колокола.
На ночь гроб был помещен в зале прибытия  вокзала, который для этого случая был реконструирован львовской железной дорогой. Гроб вместо катафалка был помещен на пулеметы. Около гроба был выставлен почетный караул — рядом с солдатами также стояли и железнодорожники. Всю ночь через вокзал шли толпы людей, отдававших последнюю дань безымянному солдату.
1 ноября 1925 в 8:48 отправился специальный поезд из Львова в Варшаву. Впереди поезда находился паровоз, украшенный национальными и траурными символами. Гроб покоился в последнем вагоне — том самом, в котором в страну прибыли останки Генрика Сенкевича. Двери вагона оставались открыты настежь, чтобы во время движения гроб оставался всем виден. Предыдущий вагон был наполнен более чем сотней венков, возложенных жителями Львова. Остальные три вагона занимал почетный эскорт из 56 человек во главе с комендантом поезда бригадным генералом Валерием Марыански.
Путь поезда пролегал через Жолкву, Раву Русскую, Белжец, Красныстав, Люблин и Гарволин. На пути поезда были запланированы многочисленные остановки длительностью около 15 минут. За Львовом поезд проехал мимо львовских железнодорожников, державших зажженные факелы, и далее вдоль всего пути выстраивались бесконечные толпы людей. Поездка была заснята студией Centrofilm, а фильм должен был служить пропаганде чествования неизвестного солдата. Через 22 часа поезд прибыл в Варшаву на Гданьский вокзал.

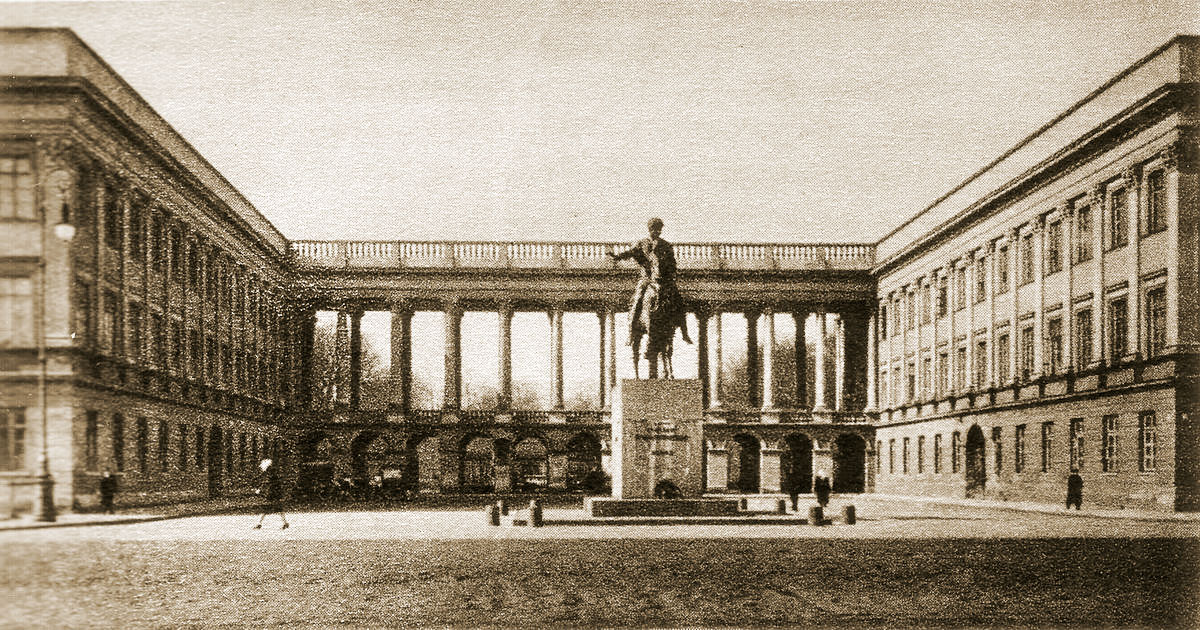
Колоннада Саксонского Дворца
Могила Неизвестного Солдата в глубине за памятником князю Понятовскому

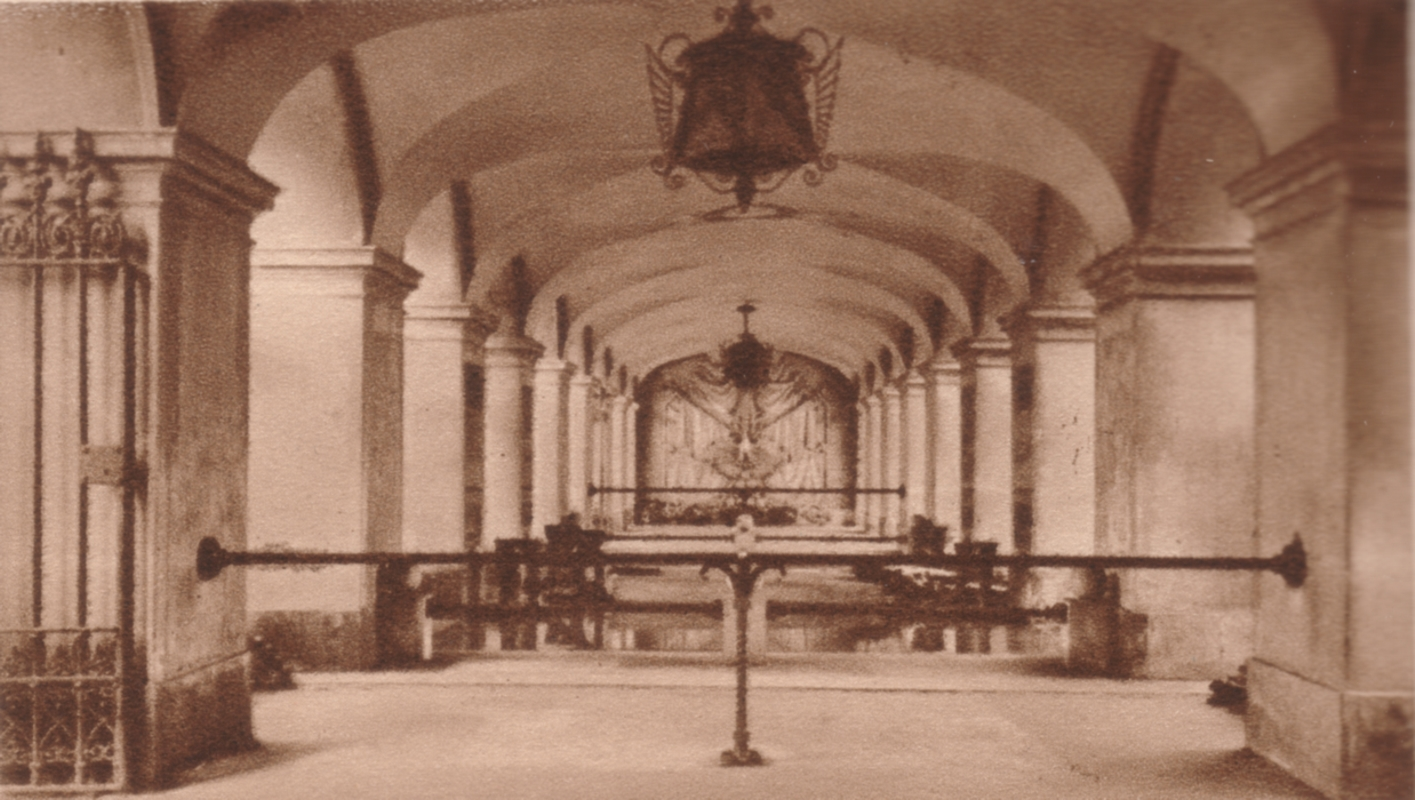
Могила Неизвестного Солдата
в 30-х годах.

Караул у Могилы Неизвестного Солдата в 30-х годах.

## Могила Неизвестного Солдата в 1925—1939 годах

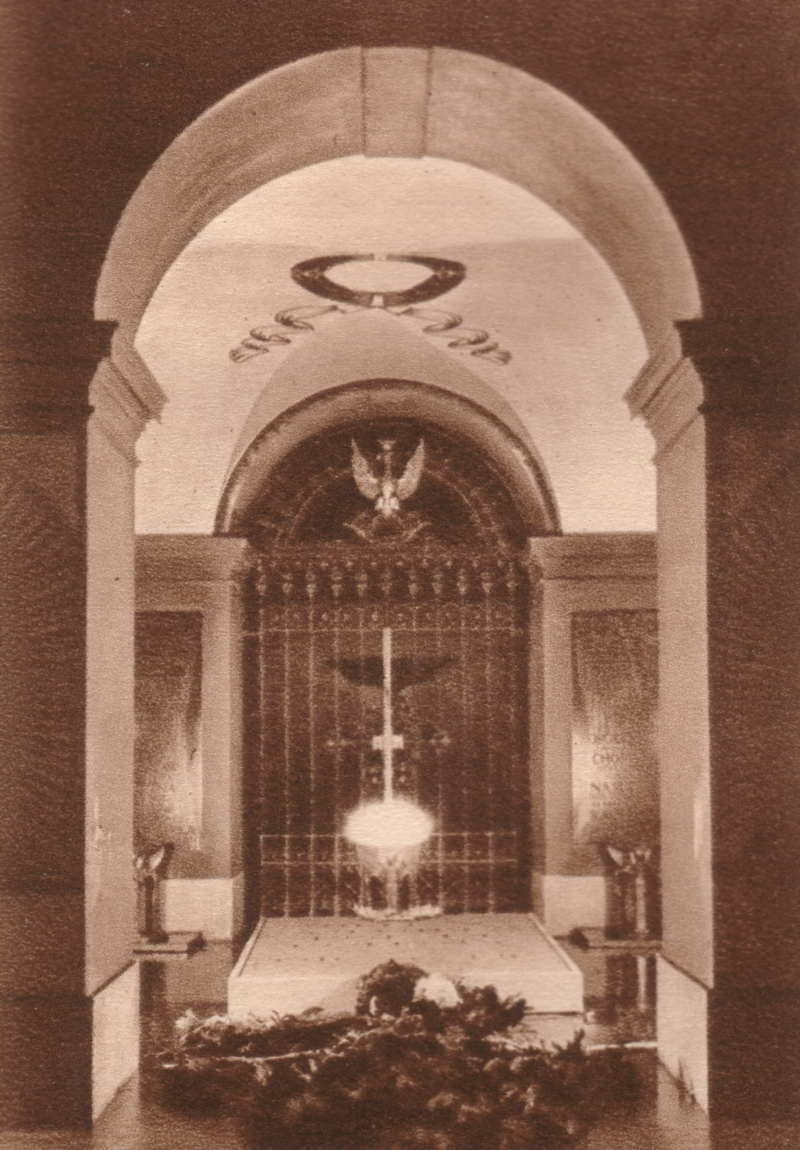
Могила Неизвестного Солдата, 1930

## Могила Неизвестного Солдата во время Второй мировой войны

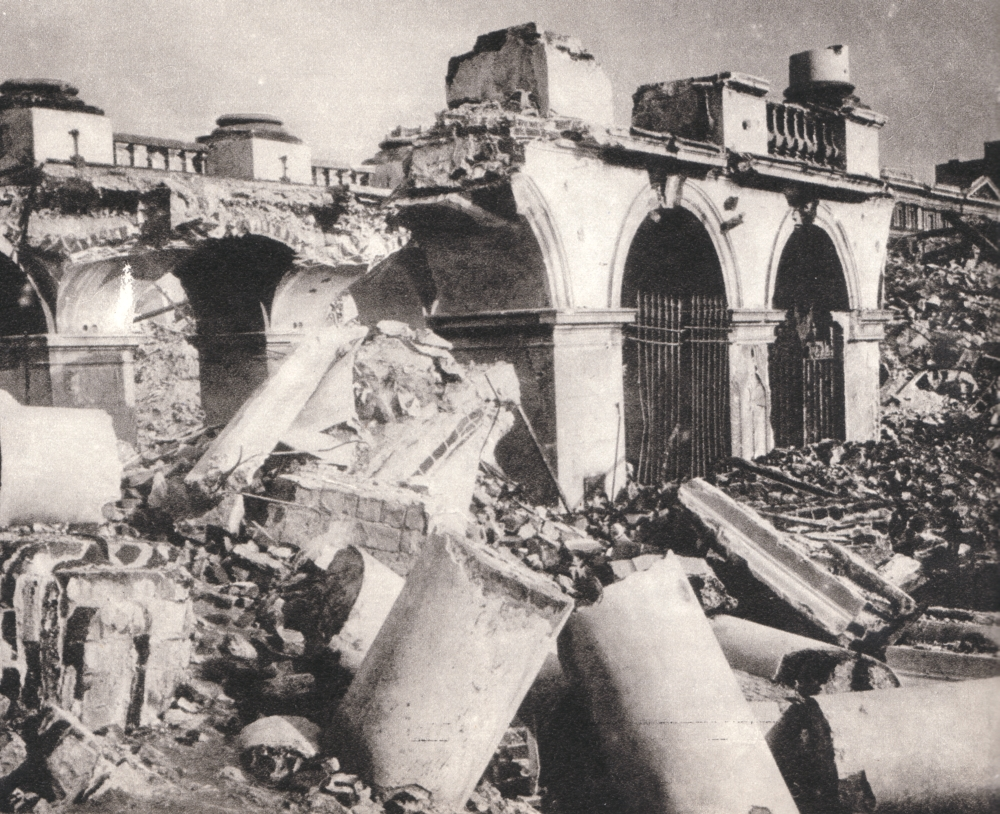
Разрушенный Саксонский Дворец — декабрь 1944

Во время немецкой оккупации Могила Неизвестного Солдата была чрезвычайно важным и почитаемым местом для поляков. Проходя мимо могилы, они обычно отдавали честь, снимая шапку. Часто рискуя своими жизнями, чтобы сохранить национальный дух, клали цветы. Кроме этого 15 августа 1944, несмотря на то, что около Могилы Неизвестного Солдата часто проходили немецкие патрули, по случаю праздника Войска Польского был возложен венок с лентой: Неизвестному солдату от Правительства Польской Республики. За такой поступок грозило заключение в Павяк, направление а Освенцим или другой концентрационный лагерь, а то и расстрел на месте.
С мая 1942 Саксонский сад стал зоной nur für Deutsche (только для немцев). Сохранились снимки неизвестного немецкого фотографа этого периода, изображавшие колоннаду Саксонского Дворца с водруженным прямо над могилой германским флагом. На других снимках видны сохранившиеся декоративные элементы решетки со стороны Саксонского сада — Крест За воинскую доблесть.
Во время варшавского восстания Саксонская площадь все время оставалась в немецких руках. Немцы отдавали себе отчет, что полякам очень важен этот район, и разместили здесь отборные части генерала Райнера Штаэля, силы которых превосходили возможности повстанцев.
28 декабря 1944 подразделение Sprengskommando под командой майора Вегнера взорвало Саксонский дворец. Здание оказалось уничтоженным, но монументальная колоннада над Могилой Неизвестного солдата не разрушилась полностью. Над захоронением осталось две колонны. На следующий день взрывные работы продолжились и в результате рухнул потолок арки, и надгробная плита была завалена обломками.
От могилы остались только фрагменты аркад: три со стороны Саксонской площади и две с противоположной стороны.

## Могила Неизвестного Солдата в 1945—1989 годах

### Приведение в порядок Могилы Неизвестного Солдата после повреждений, полученных в ходе войны
Командование Народного Войска Польского ещё до окончания войны приняло решение о восстановлении Могилы Неизвестного Солдата. Уже 17 января 1945 солдаты зажгли около развалин могилы костер — вместо вечного огня. В мае 1945 9-е отделение первой роты 13-го Отдельного батальона под командованием plutonowy (~сержанта) Михала Дубановского выполнила расчистку окрестностей.
В ходе удаления обломков, оказалось, что немцы просверлили отверстия также и в уцелевших опорах, но, несмотря на такую подготовку в них не был помещен заряд. Это свидетельствует о преднамеренном намерении их не взрывать, причины этого теперь навсегда останутся загадкой.
После расчистки развалин Дворца Саксонского было вывезено более 40 тысяч кубометров обломков. Обрамление Могилы Неизвестного Солдата было выложено тротуарными плитами  и переделано перед могилой.
При руинах Могилы Неизвестного Солдата почетный караул несли женщины-солдаты из батальона фузелёрок (стрелкового батальона) им. Эмилии Платер.
В ноябре 1945 начальник командования Народного Войска Польского, маршал Польши Михал Роля-Жимерский, издал приказ о подготовке проекта восстановления Могилы Неизвестного Солдата. 13 ноября 1945 таким проектом был представлено предложение оставить могилы в том виде, в котором она оказалась после расчистки чтобы все имели возможность узнать о преступлениях гитлеровской Германии. Проект был отклонен, и военные власти доверили реконструкцию Могилы архитектору Зигмунту Стемпиньскому.

### Восстановление Могилы Неизвестного Солдата
Стемпиньски принял идею восстановления Могилы как руин-символа возрождения в виде трех средних аркад колоннады.
.

#### Щиты на Могиле Неизвестного Солдата после Второй мировой войны
| Войско Польское в борьбе с фашизмом и гитлеризмом - Ротенбург - Форсирование Нысы 16 IV 1945 - Избица - Ниски 12 IV 1945 - Ричен 18-21 IV 1945 - Будишин (Баутцен) 21-26 IV 1945 - Канал Гогенцоллернов 22-23 IV 1945 - Добан 22 IV 1945 - Дрезден 26 IV 1945 - Варта-Кёнигсварта 27 IV 1945 - Берлин 30 IV-2 V 1945 - Мельник 4 V 1945 | Войско Польское в борьбе с фашизмом и гитлеризмом - Варшава 16-17 I 1945 - Злотув 30-31 I 1945 - Ястрове 3 II 1945 - Добшице 5-8 II 1945 - Надашице 5-6 II 1945 - Фридланд Поморский 10 II 1945 - Дравско 4-5 III 1945 - Колобжег 8-18 III 1945 - Вейхерово-Яново 12-17 III 1945 - Гдыня-Гданьск 27-28 III 1945                      | Войско Польское в борьбе с фашизмом и гитлеризмом - Партизанщина - Диверсии - Саботаж - Гвардия Людова - Армия Людова - Крестьянские батальоны - Армия Крайова - Народная милиция - Варшава 1939—1945 - Партизанщина 15 V 1942-31 VII 1944 - Гетто 20 IV-10 V 1943 - Восстание 1 VIII-2 X 1944 - Земля люблинская 1942—1944 - Земля келецкая и радомская 1942—1944 - Замосць 1942—1945 - Земля мазовецкая 1942—1945 - Земля краковская 1943—1945 - Земля плоцкая 1943—1945 - Земля силезская 1943—1945 |
| Войско Польское в борьбе с фашизмом и гитлеризмом - Ленино 12-13 X 1943 - Дарница 8 IV 1944 - Дольск-Дорогуск 14-21 VII 1944 - Пулавы 1-4 VIII 1944 - Демблин 2 VIII 1944 - Студзянки-Варка 10 VIII-12 IX 1944 - Кемпа Радванковская 22-26 VIII 1944 - Прага 10-14 IX 1944 - Чернякув-Жилибуж-Яблонна 23 IX 1944                        | Войско Польское в борьбе с фашизмом и гитлеризмом - Мадрид 7 XI 1936 - Гвадалахара 18 III 1937 - Эбро 24 VIII 1938 - Тухольские Боры 1-3 IX 1939 - Вестерплатте 1-7 IX 1939 - Кутно 10-17 IX 1939 - Кампиноская Пуща 18-22 IX 1939 - Томашув-Краснобруд 15-23 IX 1939 - Варшава 8-23 IX 1939 - Хель 20 IX-1 X 1939 - Kock 2-4 X 1939 | Войско Польское в борьбе с фашизмом и гитлеризмом - Нарвик 28-31 V 1940 - Legarde-St. Hippolyte-Maichm 17-19 VI 1940 - Битва за Великобританию VII—IX 1940 - Тобрук 19 VIII-10 XII 1941 - Монтекассино 11-18 V 1944 - Фалез-Шамбуа 8-21 VIII 1944 - Арнем 18-25 IX 1944 - Польские партизанские подразделения Французского Движения Сопротивления - Этан сюр Арру 12 VII 1944 - Отён 8 VIII 1944 |

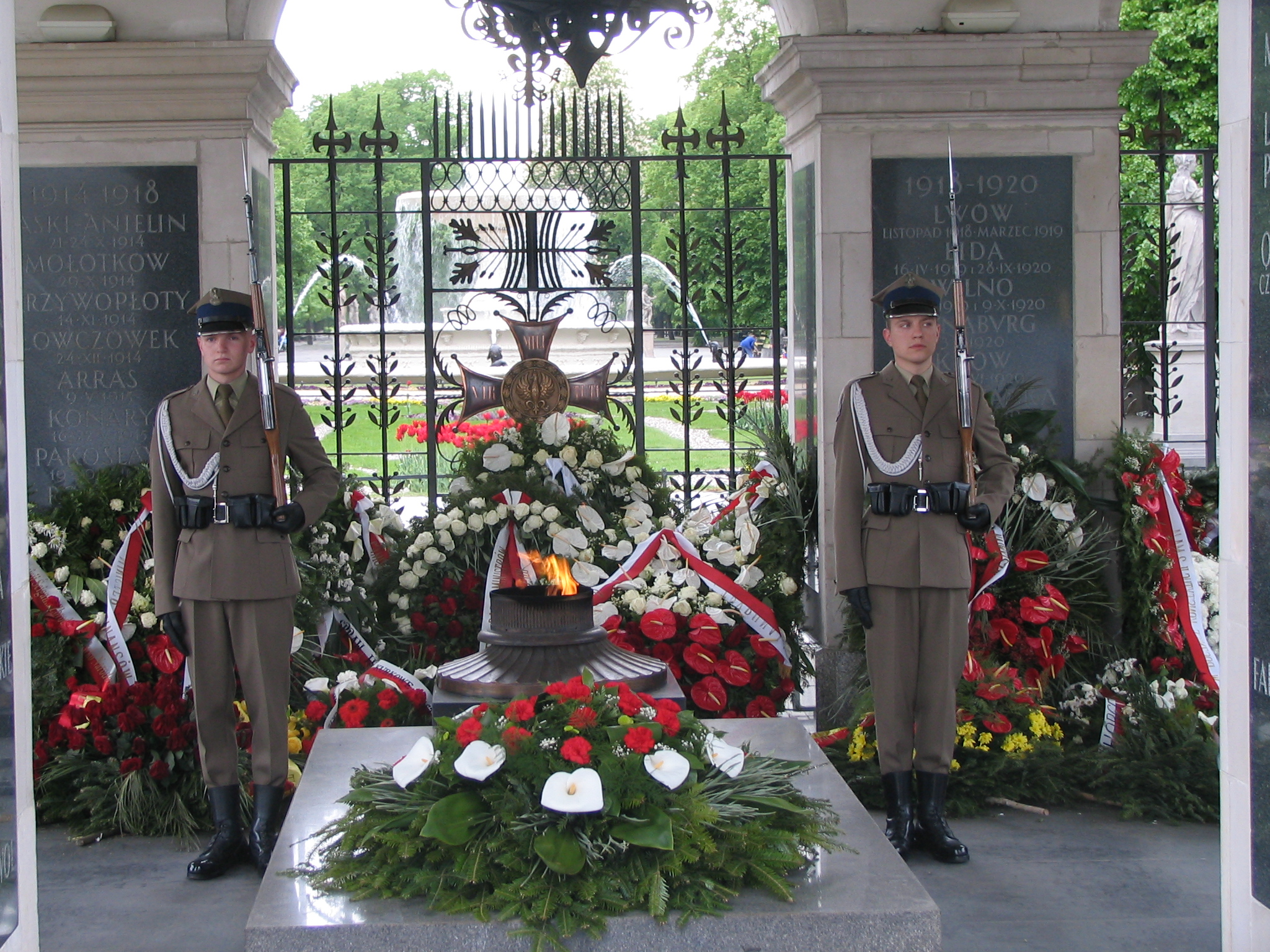
Почетный караул
при Могиле Неизвестного Солдата

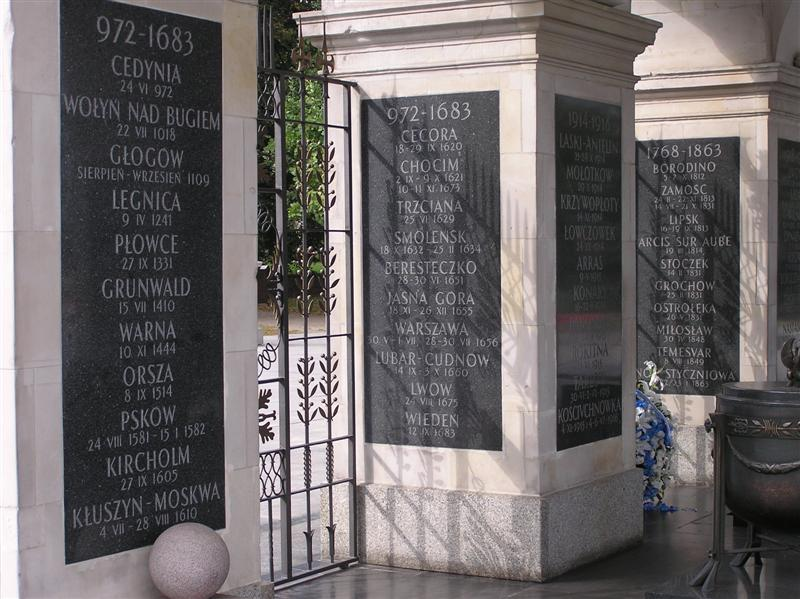
Современные щиты на тыльных столбах Могилы Неизвестного Солдата

Щиты, относящиеся к годам 1918—1920 были найдены в Музее Войска Польского, а относящиеся к 1914—1918 были выполнены заново (надписи высечены на обратных сторонах).
По другому, чем до войны решен вопрос возложения венков и букетов. 
Принцип возложения венков вокруг плиты гробницы был заменен возложением непосредственно на гробовую плиту.

#### Могила Неизвестного Солдата после восстановления
Церемония открытия Могилы Неизвестного Солдата прошла 8 мая 1946 в 20 часов. В этот торжественный момент в углубления была положена земля с 24 мест битв, а дивизионный генерал Мариан Спыхальский зажег вечный огонь.

## Могила Неизвестного Солдата с 1989 года
В конце 80-х годов XX века наступило некоторое оживление вокруг Могилы Неизвестного Солдата. 9 апреля 1989 года Комитет обороны края сделал заявление, в котором предлагал общенациональную дискуссию по вопросу о внесении изменений в оформление Могилы Неизвестного Солдата.
18 апреля 1989 в Могилу Неизвестного Солдата бала заложена земля с катыньских могил. Воинская церемония началась в 11 часов. На открытой машине, в сопровождении и представителей общественности, урна с прахом въехала на площадь Победы. Об этом в памятной книге Могилы Неизвестного Солдата записано:

К вечной памяти потомков, в дань тем, кто отдал свою жизнь Польше. В день 18 IV 1989 года помещена в мавзолей воинской славы урна с землей катыньской, политой кровью польских офицеров-бойцов сентября 1939 г.
Оригинальный текст (пол.)Ku wiecznej pamięci potomnym, w hołdzie tym, którzy oddali swe życie dla Polski. Dnia 18 IV 1989 roku złożono w mauzoleum żołnierskiej chwały urnę z ziemią katyńską zbroczoną krwią polskich oficerów-bojowników września  1939 r.

В апреле 1990 премьер Тадеуш Мазовецкий поручил вице министру национальной обороны Брониславу Коморовскому подготовить доклад о состоянии работ с могилой.
Министр Коморовский назначил группу под руководством Вальдемара Стшалковского, который получил задачу восстановления довоенных щитов и изготовления последующих.
Довоенные щиты на Могилу Неизвестного Солдата были водружены 11 ноября 1990 во время мероприятий, посвященных Дню Независимости.
3 мая 1991, во время мероприятий, посвященных 200-летию Конституции 3 мая, водружено 14 следующих, новых щитов, представляющих места битв с 972—1683, 1768—1921 и 1939—1945 годов. Два щита были посвящены летчикам и морякам.
Значение Могилы Неизвестного Солдата подчеркивает включение в дипломатический протокол обязательного визита иностранных делегаций, прибывающих с визитом в Польшу.
В общей сложности, на столбах аркад Могилы Неизвестного Солдата в настоящее время находится 18 щитов.

### Щиты на Могиле Неизвестного Солдата с 1990 года
| 972—1683 - Цедыня 24 VI 972 - Волынь-над-Бугом 22 VII 1018 - Глогув август-сентябрь 1109 - Легница 9 IV 1241 - Пловце 27 IX 1331 - Грюнвальд 15 VII 1410 - Варна 10 XI 1444 - Орша 8 IX 1514 - Псков 24 VIII 1581-15 I 1582 - Кирхольм 27 IX 1605 - Клушино-Москва 4 VII-28 VIII 1610                                  | 972—1683 - Цецора 18-29 IX 1620 - Хотин 2 IX-9 X 1621 / 10-11 XI 1673 - Тшцяно 25 VI 1629 - Смоленск 18 X 1632-25 II 1634 - Берестечко 28-30 VI 1651 - Ясная Гора 18 XI-26 XII 1655 - Варшава 30 V-1 VII, 28-30 VII 1656 - Чуднов 14 IX-3 X 1660 - Львов 24 VIII 1675 - Вена 12 IX 1683                                 | 1768—1863 - Барская конфедерация 29 II 1768-18 VIII 1772 - Зеленце 18 VI 1792 - Рацлавице 4 IV 1794 - Варшава 17 IV-4 XI 1794 - Варшава 6-8 IX 1831 - Вильно 22 IV-13 VIII 1794 - Мацеёвице 10 X 1794 - Треббия 17-19 VI 1799 - Сомосьерра 10 XI 1808 - Рашын 19 IV 1809 - Смоленск 17 VIII 1812                                                                    |
| 1768—1863 - Бородино 5-7 X 1812 - Замосць 24 I-22 XI 1813/14 VII-21 X 1831 - Лейпциг 16-19 X 1813 - Арси-сюр-Об 19 III 1814 - Сточек 14 II 1831 - Грохов 22 II 1831 - Остроленка 26 V 1831 - Милослав 30 IV 1848 - Темешвар 8 VIII 1849 - Январская ночь 22/23 I 1863                                                  | 1768—1863 - Сибирь с 1768 - Цитадель Варшава 1833—1915 - Лукишки 1861—1864, 1940—1945 - Познань VII форт 1939—1945 - Павяк-аллея Шуха 1939—1944 - Монтелюпих-Бригидки- Люблинский Замок 1939—1945 - Лубянка-Бутырка 1939—1945 - Катынь-Харьков-Медное 1940 - Цепелюв 9 IX 1939 - Осухы 25-26 VI 1944 - Подгае 31 I 1945 | 1863—1921 - Малогощ 24 II 1863 - Гинетины 21 IV 1863 - Горки 17-25 V 1863 - Мирополь 17 V 1863 - Жижин 8 VIII 1863 - Илжа 17 I 1864 - Байкальское восстание июнь 1866 - Военные действия 1904—1908 - Познань-Лавица 28 XII 1918-6 I 1919 - Равич 9 II 1919 |
| 1863—1921 - Цешин-Скочув 23-26 I 1919 - Остроленка 5 VIII 1920 - Задворье 17 VIII 1920 - Демблин-Минск Мазовецкий 16-18 VIII 1920 - Цицув 16 VIII 1920 - Белосток 22 и 30 VIII 1920 - Сейны 2-10 и 22 IX 1920 - Минск Литовский 15 X 1920 - Бытом 16 VIII 1919 - Катовице 19 VIII 1920 - Гора Святой Анны 21-27 V 1921 | 1914—1918 - Ляски-Анелин 1914 - Молотков 29 X 1914 - Кшывоплоты 14 XI 1914 - Ловчувек 24 XII 1914 - Аррас 9 V 1915 - Конары 16-22 V 1915 - Пакослав 19-20 V 1915 - Рокитна 13 VI 1915 - Тарлув 30 VI-2 VII 1915 - Костюхновка 4 XI 1915 i 4-6 VII 1916                                                                  | 1914—1918 - Креховцы 24 VII 1917 - Бобруйск 2 II-11 III 1918 - Канев 11 V 1918 - Мурманск 1918 - Сибирь 1918—1920 - Кубань-Одесса 1918—1919 - Сент-Илер-ле-Гран у Реймса 25 VII 1918 - Великопольские восстания - Верхнесилезские восстания |
| 1918—1920 - Львов ноябрь 1918-март 1919 - Лида 16 IV 1919 и 28 IX 1920 - Вильно 19 IV 1919 и 9 X 1920 - Динабург 3 I 1920 - Киев 7 V-11 VI 1920 - Бородянка 11-13 VI 1920 - Хорупань под Дубном 19 VII 1920 - Настасов под Тернополем 31 VII-6 VIII 1920 - Радзымин-Оссув 13-15 VIII 1920                              | 1918—1920 - Борково под Насельском 14-15 VIII 1920 - Сарнова гора под Цеханувом 16-20 VIII 1920 - Прасныш 21-22 VIII 1920 - Комаров-Грубешов 30 VIII-1 IX 1920 - Кобрин 14-15 IX 1920 - Дитятин 16 IX 1920 - Берестовица 20 IX 1920 - Гродно-Обухово 20-25 IX 1920 - Кровавый Бор под Паперней 27-28 IX 1920            | 1939—1945 - Вестерплатте-Оксыве-Хель 1 IX-2 X 1939 - Кроянты 1 IX 1939 - Тухольские боры 1-3 IX 1939 - Млава 1-3 IX 1939 - Мокра 1-2 IX 1939 - Оборона Силезии 1-5 IX 1939 - Пётркув-Томашув Мазовецки 5-7 IX 1939 - Илжа 8 IX 1939 - Визна 8-10 IX 1939 |
| 1939—1945 - Варшава-Модлин 8-29 IX 1939 - Бзура 9-22 IX 1939 - Калушин 11-12 IX 1939 - Львов 12-22 IX 1939 / 22-26 VII 1944 - Боратичи 14 IX 1939 - Томашув-Любельский 17-27 IX 1939 - Оборона Восточной Границы РП 17 IX-1 X 1939 - Гродно 2-22 IX 1939 - Шацк-Вытычно 28 IX-1 X 1939 - Коцк 2-5 X 1939               | 1939—1945 - Действия Подполья 1939—1945 - Щвентокшишские горы 1939—1945 - Нарвик 12 V-6 VI 1940 - Легарде 17-18 VI 1940 - Клод-дю-Дубс 18-19 VI 1940 - Тобрук 22 VIII-10 XII 1941 - Замосць 30 XII 1942-5 II 1943 - Варшавское гетто 19 IV-8 V 1943 - Ленино 12-13 X 1943 - Ковель-Владимир Волынский 19 I-21 V 1944    | 1939—1945 - Монтекассино 11-25 V 1944 - Яновские Леса-Сольская Пуща 9-25 VI 1944 - Операция «Буря» июнь-сентябрь 1944 - Вильно 7-13 VII 1944 - Анкона 17-18 VII 1944 - Висла-Прага 29 VII-2 X 1944 - Варшавское восстание 1 VIII-2 X 1944 - Фалез-Шамбуа 8-21 VIII 1944 - Сурконты 21 VIII 1944 - Арнем 18-25 IX 1944                                               |
| 1939—1945 - Бреда 29-30 X 1944 - Вал Поморский 1-10 II 1945 - Познанская крепость 21-23 II 1945 - Колобжег 8-18 III 1945 - Болонья 9-21 IV 1945 - Одер 16-20 IV 1945 - Лужицкая Ныса 16-19 IV 1945 - Будишин 23-28 IV 1945 - Вильгельмсхафен 24 IV-5 V 1945 - Берлин 26 IV-2 V 1945                                    | Морякам - Олива 28 XI 1627 - Чернобыль 27 IV 1920 - Балтика 1 IX-5 X 1939 - Северное море 3 IX 1939-8 V 1945 - Атлантика 9 IX 1939-8 V 1945 - Средиземное море 11 VI 1940-30 XII 1944 - Баренцево море 20 VII 1941-10 I 1944 - Залив Салерно 8-16 IX 1943 - Высадка в Нормандии 6 VI 1944 - Конвои 1939—1945            | Летчикам - Львов 5 XI 1918 - Варшавская операция Битвы на Висле Неманская операция на Немане август-сентябрь 1920 - Оборона Польши сентябрь 1939 - Битва за Англию 10 VII-31 X 1940 - Германия 24 III 1941-4 V 1945 - Полеты в Польшу 1941—1945 - Битва за Атлантику 10 V 1942-8 V 1945 - Тунис 17 III-12 V 1943 - Нормандия 6 VI 1944 - Бранденбург 16 IV-4 V 1945 |

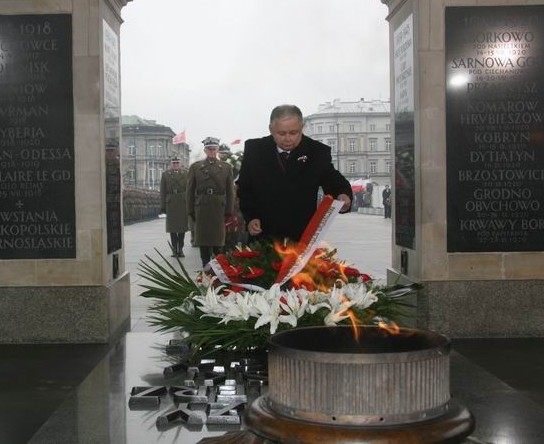
Президент Республики Польша
возлагает венок на плиту
Могилы Неизвестного Солдата

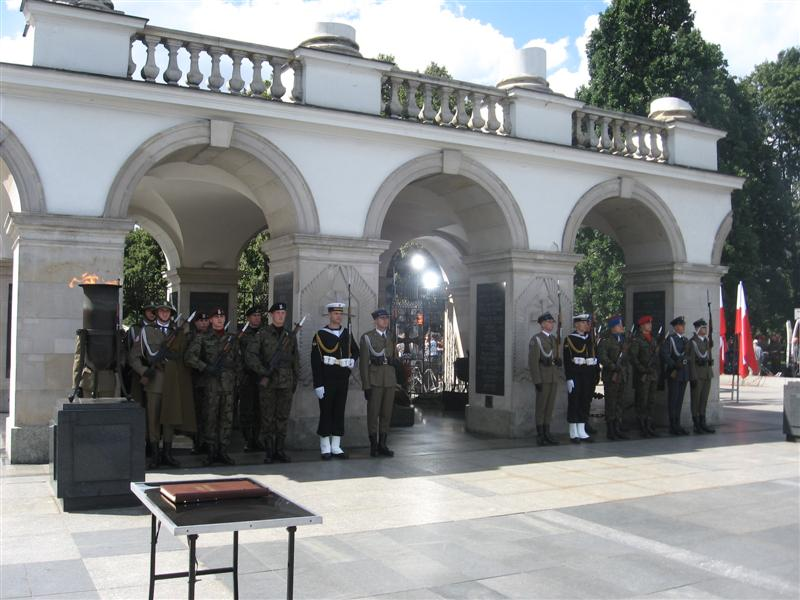
Почетный караул
Всех родов войск
при Могиле Неизвестного Солдата

## Торжества у Могилы Неизвестного Солдата
В дни государственных праздников 3 мая, 15 августа и 11 ноября при Могиле Неизвестного Солдата производится особая смена почетного караула с участием войск всех родов. В праздники 3 мая и 11 ноября в смене караула также принимают участия подразделения Пограничной стражи и Полиции. В церемонии принимает участие президент Польской республики, Маршал Сейма, Маршал Сената, председатель Совета Министров, приглашенные гости.
Церемония возложения венков на плиту Могилы Неизвестного Солдата в рамках войскового церемониала определяется приказом № 83/MON министра народной обороны от 19 июня 1995 в целях укрепления в Вооруженных Силах Польской Республики Войскового церемониала.
Во время парада подразделения со знаменами в такт Варшавянки отдают честь Могиле Неизвестного Солдата, президент возлагает венок от имени народа, а другие представители высшей власти — от имени тех организаций, которые они представляют.
У Могилы Неизвестного Солдата также проводятся церемонии торжественной присяги и клятвы.

## Пост Почетного караула при Могиле Неизвестного Солдата

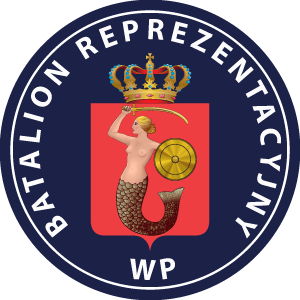
Нарукавная нашивка, носимая солдатами Представительского Батальона Войска Польского.

По состоянию на сентябрь 2008 Почетный караул на пост при Могиле Неизвестного Солдата выставляет Представительский Батальон Войска Польского.
Караул осуществляется круглосуточно и круглогодично. На случай угрозы для охраняемого объекта солдаты имеют доступ к телефонной связи с командиром охраны. За Могилой Неизвестного Солдата офицерами командования варшавского гарнизона также осуществляется наблюдение через телевизионные камеры.
Главной задачей часовых является забота о сохранение достойного порядка в непосредственной близости у Могилы Неизвестного Солдата и реагирование на любое неподобающее поведение или попытку осквернения Могилы Неизвестного Солдата.
Караул, несмотря на то, что является почетным, осуществляется в соответствии с правилами караульной службы, и солдаты несут дежурство с боевым оружием — карабином СКС, снаряженным боеприпасами. Происшествия на могиле Неизвестного солдата происходят не так уж часто.
Караул несет службу в парадной форме. На посту стоит два солдата в течение часа, по окончании которого наступает смена и одночасовый отдых. Караульное помещение находится в здании командования варшавского гарнизона на площади Маршала Юзефа Пилсудского.
Солдаты Представительского батальона, несшие караул и отправляющиеся в запас, в последний день службы возлагают венок на Могилу Неизвестного Солдата. При этом присутствуют и солдаты младшего призыва. Эта церемония сопровождается символической передачей почетного поста.
Несение караула на этом посту является для солдат честью и отличием.

## Посещение могилы первыми лицамиРоссии

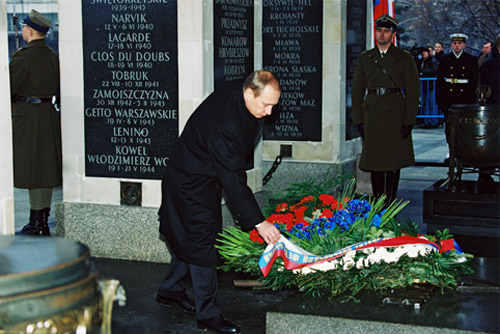
Президент России
возлагает венок на плиту
Могилы Неизвестного Солдата

16 января 2002 президент России Владимир Путин возложил цветы к могиле, где находится земля из Катыни, с места расстрела четырёх тысяч польских офицеров, и пообещал провести тщательное расследование по вопросу о событиях 1940-г.

## Могила Неизвестного Солдата внумизматике
3 ноября 2008 года Народный Банк Польши по случаю 90-летия обретения страной независимости выпустил золотые монеты номиналом 200 и 50 злотых со стилизованным изображением Могилы Неизвестного Солдата в Варшаве.